# Barrie Bates
Barrie Bates (* 17. Oktober 1969 in Merthyr Tydfil, Wales) ist ein walisischer Dartspieler.

## Karriere
Bates gab sein Fernsehdebüt bei den UK Open 2003 und erreichte dort die dritte Runde. Im Jahr 2005 erreichte er die 5. Runde, verlor dort jedoch mit 10:11 Legs gegen Lionel Sams und erreichte im Jahr darauf das Finale, welches er jedoch mit 7:13 gegen den Niederländer Raymond van Barneveld verlor.
Im Jahr 2006 gewann er zwei Turniere und erreichte zwei Regionalfinals der UK Open im März und im November, welche er beide jedoch verlor (gegen Chris Mason und Raymond van Barneveld). Zudem erreichte er zwei PDPA Players Championship-Finals. Im ersten auf der Isle of Wight unterlag er im Juni Colin Lloyd. Das zweite in den Niederlanden im November gewann er allerdings gegen Phil Taylor und holte somit seinen bis heute größten Titel auf der PDC-Tour.
Seine erste Weltmeisterschaft spielte er als Nummer 17 der Setzliste bei der PDC World Darts Championship 2007. Allerdings verlor er bereits in der ersten Runde dem Kanadier Brian Cyr mit 2:3 Sätzen. Im Jahr 2008 konnte er die ersten beiden Runden überstehen (3:0 gegen Gerry Convery und 4:3 gegen Erwin Extercatte), unterlag dann jedoch im Achtelfinale dem späteren Finalisten Kirk Shepherd mit 2:4. Bei der Weltmeisterschaft 2009 schlug er zunächst den Nordiren Felix McBrearty (3:0), den Amerikaner Bill Davis (4:2) und Mark Dudbridge (4:0), um zum ersten Mal ein Viertelfinale bei einer Weltmeisterschaft der PDC zu erreichen. In jenem schlug ihn der an Nummer 12 gesetzte Engländer Mervyn King mit 5:2. Weniger erfolgreich verliefen jedoch die folgenden Jahre bei Weltmeisterschaften. Bei der Weltmeisterschaft 2010 schied er, nachdem er einen 3:1-Erfolg gegen Jelle Klaasen feiern konnte, in der zweiten Runde mit 0:4 gegen Kevin McDine aus. Gegen denselben Spieler verlor er auch in der ersten Runde der PDC World Darts Championship 2011 mit 1:3. Aufgrund ausbleibender Erfolge konnte er sich weder 2012 noch 2013 für eine weitere Weltmeisterschaft qualifizieren.
Wegen seiner Erfolge bei den Turnieren, die nicht im Fernsehen übertragen wurden, im Jahr 2006 gewann er den „Best Floor Player“ beim ersten PDC Awards Dinner. Der Titel bezieht sich auf die Tatsache, dass bei solchen Turnieren an vielen Dartboards in einer kleinen Halle gespielt wird.
Bei der PDC Qualifying School 2021 errang Bates trotz Teilnahme an der Final Stage keine Tour Card und nahm infolgedessen an der Challenge Tour teil, wo er im finalen Ranking Rang 78 belegte. Somit startete Bates erneut bei der Q-School 2022, schied jedoch in der ersten Stage aus.
Nachdem Bates 2023 die Q-School ausließ, konzentrierte er sich zunächst vollständig auf die World Seniors Darts Tour. Er erreichte dabei auch ein Viertelfinale beim Masters Qualifier 1, sonst kam aber auch hier wenig für Bates zusammen.
2024 war Bates dann wieder bei der Q-School dabei. Er gewann aber nur zwei Spiele und schied somit in der First Stage aus.

## Weltmeisterschaftsresultate

### PDC
- 2007: 1. Runde (2:3-Niederlage gegen  Brian Cyr)
- 2008: Achtelfinale (2:4-Niederlage gegen  Kirk Shepherd)
- 2009: Viertelfinale (2:5-Niederlage gegen  Mervyn King)
- 2010: 2. Runde (0:4-Niederlage gegen  Kevin McDine)
- 2011: 1. Runde (1:3-Niederlage gegen  Kevin McDine)

## Titel

### PDC
- Pro Tour
  - Players Championships:
    - Players Championships 2006: 9
    - Players Championships 2010: 8
- Weitere
  - 2006: PDC Eastbourne Open, Le Skratch Montreal Open